# 超平和バスターズ
超平和バスターズ（ちょうへいわバスターズ）は、長井龍雪・岡田麿里・田中将賀の3人によるアニメーション制作チーム。制作された作品においては原作としてクレジットされている。

## 概要
フジテレビ系列で放送されたテレビアニメ『あの日見た花の名前を僕達はまだ知らない。』（略称「あの花」）を制作したチームの一員である。同作品の劇中に登場したチームの名前をそのまま原作者名として使っている。アニメーション映画『心が叫びたがってるんだ。』（略称「ここさけ」）の製作に際してこの3人が再集結したことから、この名前が再び原作者名として使われた。2019年公開のアニメーション映画『空の青さを知る人よ』（略称「空青」）で3度目の原作となる。
この3人がメインスタッフとして組んだ最初の作品は、2008年のテレビアニメ『とらドラ!』である。この作品に集まったのは、監督の長井がキャラクターデザインとして田中を呼び岡田はプロデューサーに紹介されたという経緯だったが、それぞれがともに仕事をしたことに手応えと楽しさを感じ、再び組むことを望んだ岡田が『あの花』の企画書を提出した際に長井と田中に声をかけたと、3人の対談で述べられている。
「超平和バスターズ」という名称について、3人で別に考えたチーム名があったもののそれが使われることはなく、「いつの間にか」そのように呼ばれるようになったとメンバーは話している。

## メンバー
- 長井龍雪 - アニメーション監督。
- 岡田麿里 - 脚本家。
- 田中将賀 - アニメーター兼キャラクターデザイナー。

## 作品
- 『あの日見た花の名前を僕達はまだ知らない。』
フジテレビ系列で2011年4月から6月に放送されたテレビアニメ作品。2012年に単行本の漫画（全3巻）が発売され、2013年8月31日には劇場版が公開。2015年9月21日には、下記の『心が叫びたがってるんだ。』の予告・宣伝用として単発の実写版スペシャルドラマがフジテレビ系列で放送された（21:00 - 23:18）。
- 『心が叫びたがってるんだ。』
2015年9月19日に公開されたアニメーション映画。2017年7月22日には実写映画版が公開された。
- 『空の青さを知る人よ』
2019年10月11日に公開されたアニメーション映画[6]。公式サイトには「原作」としてクレジットされている[7]。

『空青』以来となる、3人が揃ってメインスタッフを務めたアニメ映画『ふれる。』（2024年公開、制作スタジオは『空青』と同じCloverWorks）では、2023年12月の製作発表時以来、クレジットに「超平和バスターズ」の名前は使用されていない。岡田麿里は『ふれる。』公開後のインタビューで、自分たち3人の座組は企画段階から「青春物語」で「現代劇」の作品を求められており、異なる題材をやりたいという欲求が以前はあったが、「最近は、そこに面白さを感じるようになってきた」と述べている。

## 評価・言及
アニメーション監督の新海誠は、2019年10月17日の自身のtwitterで『空の青さを知る人よ』に言及した際に、「長井さん田中さん岡田さんの3人は、はっきりと彼らにしか作れないものを表現し続けていて。とらドラ!の10年前から憧れの人たちなのです。」と記した。

## その他
秩父鉄道が2021年4月より運行を開始した、前記3作品のキャラクターをラッピングした車両には「超平和バスターズトレイン」の名称が付けられ、出発式には長井龍雪も出席した。